# Wienermobile

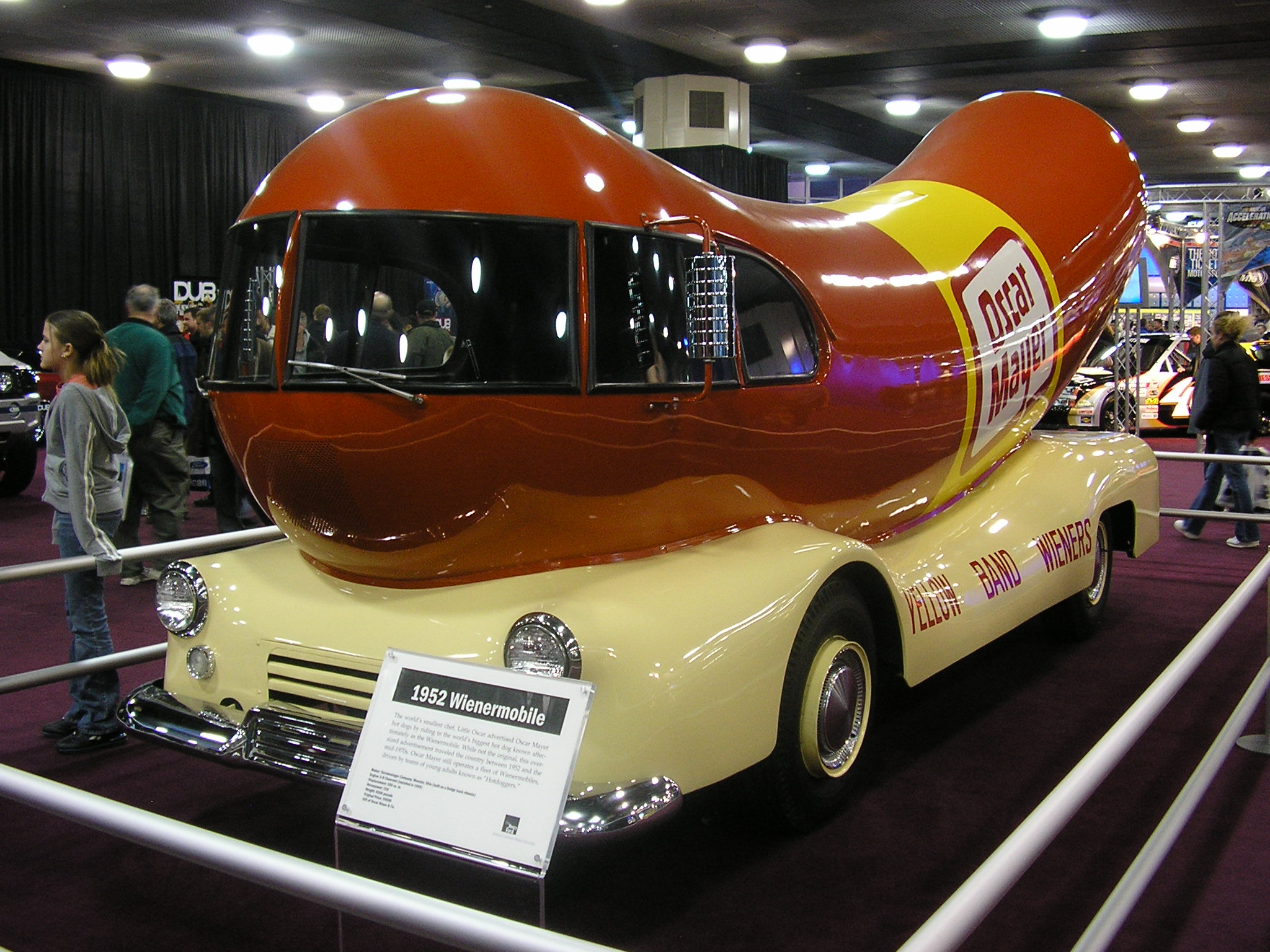
Wienermobile (1952)

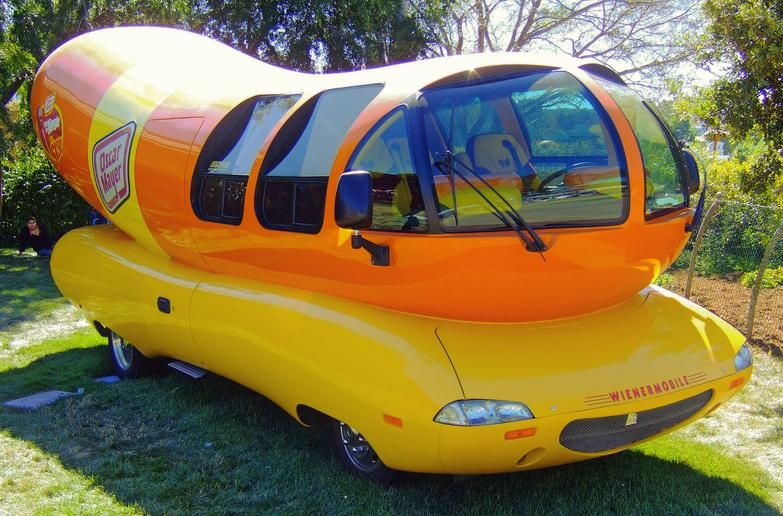
Wienermobile (2000)

Ein Wienermobile ist ein wie ein Hotdog geformtes Kraftfahrzeug. Seit 1936 sind die Fahrzeuge als Werbeträger für Oscar-Mayer-Produkte quer durch die Vereinigten Staaten unterwegs, nur unterbrochen durch Treibstoffrationierungen während des Zweiten Weltkrieges.

## Geschichte
Das erste Fahrzeug wurde 1936 vom Neffen des Firmengründers, Carl G. Mayer, entwickelt. Das Design wurde im Laufe der Jahre jeweils der modernen Technik angepasst. Ab 1950 basierte es auf einem Willys Jeep. Die Wagen fuhren Geschäfte, Schulen, Waisenhäuser und Kinderkrankenhäuser an und nahmen an Paraden sowie Festivals teil.
Ab 1969 basierten die Fahrzeuge auf einem Chevrolet, in den 1970er Jahren gab es Varianten aus glasfaserverstärktem Kunststoff. Seit 2000 werden die Fahrzeuge mit einem 5,7 Liter V8 von General Motors betrieben. Momentan sind sechs Wienermobiles im Einsatz; unterscheidbar an den Kennzeichen: Yummy, Big Bun, Our Dog, Hot Dog, Weenr und Oscar.